# القباقيب (إب)

تعديل مصدري - تعديل

القباقيب محلة تابعة لقرية المعاين، التابعة لعزلة الروس بمديرية إب إحدى مديريات محافظة إب في الجمهورية اليمنية.، بلغ تعداد سكانها 106 حسب تعداد اليمن لعام 2004.